# Serra d'Almijara
La Serra d'Almijara és una formació muntanyenca de paisatges blancs i grisos i de terrenys calcaris dolomítics, pertanyent a la Serralada Penibètica que es troba a cavall entre la província de Màlaga i la de Granada. Juntament amb les serres de Tejeda i Alhama constitueix un massís calcari que fa de frontera física entre ambdues províncies, separant l'Axarquía de la Depressió de Granada. En aquestes serres es troba el Parc natural de les Serres de Tejeda, Almijara i Alhama.

## Localització
La Serra d'Almijara és la més extensa del Parc Natural de les Serres de Tejeda, Almijara i Alhama. Adossada a aquesta es troba, pel sud la Serra de Competa, amb el Cisne (1481 msnm) com a elevació més significativa, pel nord la Serra de Jàtar, l'altitud de la qual més elevada és el turó de la Xapa (1818 msnm) i per l'oest la Serra de Tejeda, amb La Maroma (2068 msnm) com a sostre del Parc Natural.
La serra d'Almijara s'estén en direcció nord-oest, sud-est. El Lucero és l'elevació més emblemàtica, la divideix en dues parts. L'occidental, menys abrupta, comença en el serral denominat Las Llanadas, té com a altitud més significativa el Mals Camas i limita amb les serres de Tejeda i Jatar. La part oriental, molt més escarpada a la zona de Maschos, Cadena i Piedra Sellada, se suavitza en el massís del Navachica, on finalitza la serra de Almijara per l'est.

## Cims
D'oest a est, els seus 15 elevacions amb nom propi són:
| Nom                                             | Altitud (msnm) |
| ----------------------------------------------- | -------------- |
| Santiago                                        | 1645           |
| Malas Camas                                     | 1791           |
| Abucaz                                          | 1726           |
| Rajas Negras                                    | 1641           |
| Frailes                                         | 1669           |
| Arca Catete                                     | 1664           |
| Mota                                            | 1649           |
| Venta Panaderos                                 | 1687           |
| Lucero o Moriscos                               | 1774           |
| Machos                                          | 1589           |
| La Cadena                                       | 1645           |
| Salto del Caballo                               | 1642           |
| Piedra Sellada                                  | 1679           |
| Cabañeros                                       | 1712           |
| Navachica El més oriental i la fita de la serra | 1831           |

## Fauna
Entre la fauna es poden veure l'àguila real i la perdicera, així com la cabra salvatge ibèrica, que té al parc una de les poblacions més nombroses de l'Estat.